# Désiré Charnay

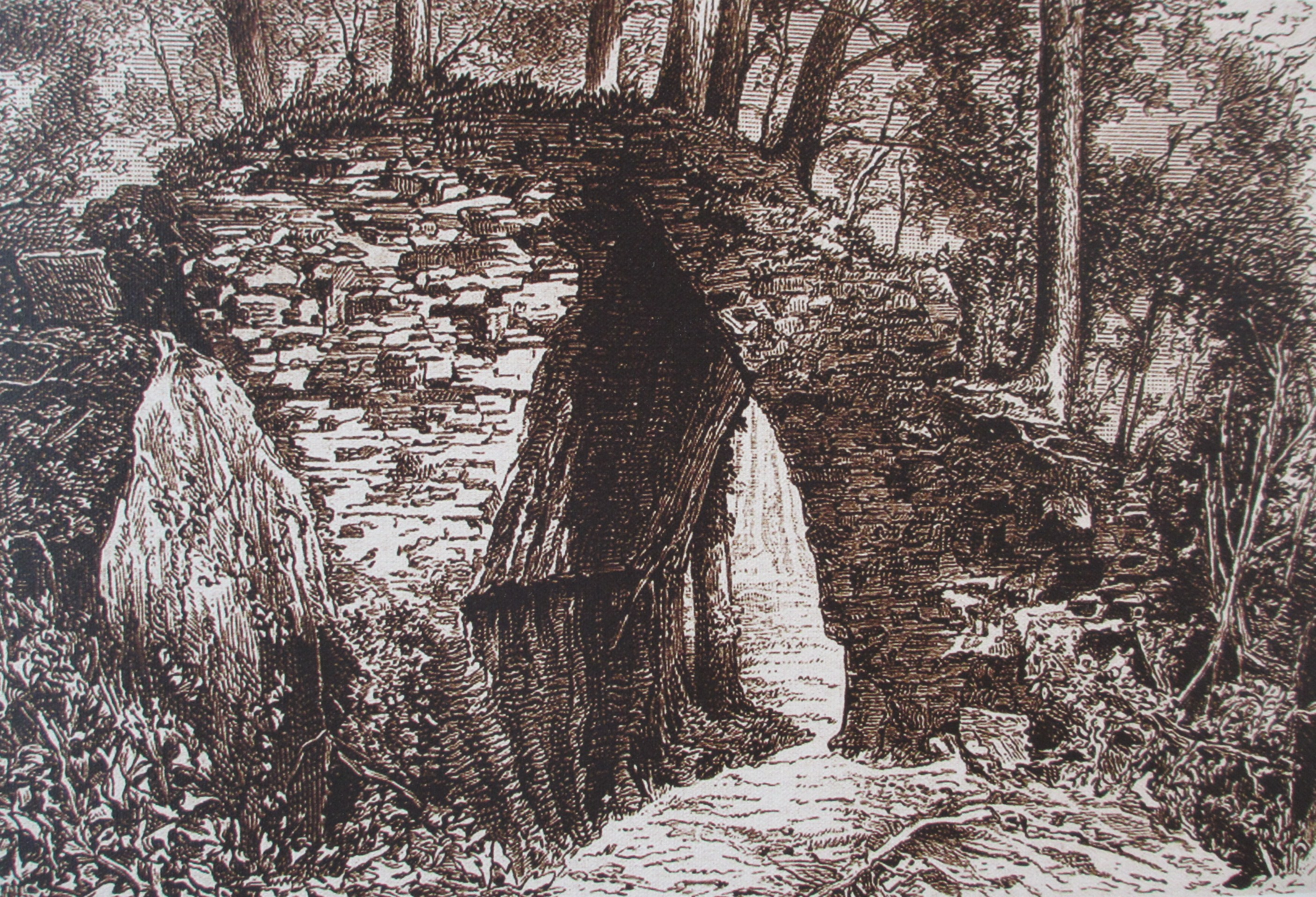
Litografia elaborada per Charnay durant la seva expedició i descobriment de Comalcalco en 1880.

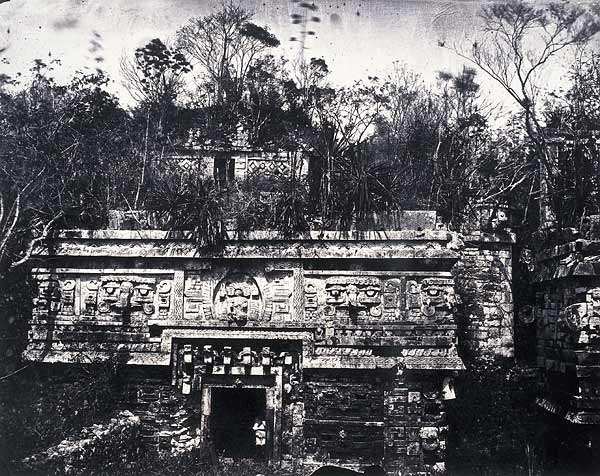
Façana principal del palau de Nonnes, Chichén Itzá, 1859-1860.

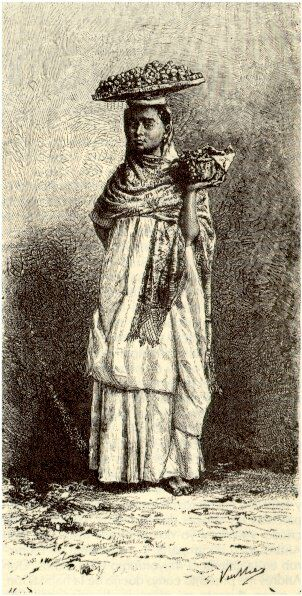
Camperola / Desiré Charnay.

Claude-Joseph Désiré Charnay (2 de maig de 1828, Ródano-Alps — París, 24 d'octubre de 1915) va ser un explorador, arqueòleg i fotògraf francès, famós per les seves fotografies de les ruïnes de les antigues civilitzacions precolombines a Mèxic. De fet, se'l considera el pioner de la fotografia arqueològica. Un dels seus més grans assoliments va ser haver descobert les ruïnes maies de Comalcalco a l'estat mexicà de Tabasco.
Va viatjar per Anglaterra i Alemanya abans de desplaçar-se a Amèrica. En 1850 es va establir com a professor de llengua francesa a Nova Orleans, Louisiana, per després viatjar a Mèxic i Centreamèrica on va explorar ruïnes maies. També va realitzar viatges a Sud-amèrica, Madagascar, Indonèsia i Austràlia.